# Cornaglia
Cornaglia Group Spa è un'azienda italiana operante come fornitore di sistemi per i settori Automotive, Trucks e Off-road con sede centrale a Beinasco, nella città metropolitana di Torino. Fondata nel 1916, è presente in Italia e all'estero con diverse sedi commerciali e produttive.
Fa parte del programma Elite della Borsa italiana.

## Storia
Il gruppo Cornaglia viene fondato nel 1916 con il nome Officine Metallurgiche Giletta a Torino. Alcuni anni dopo uno dei soci, il Cavalier Giuseppe Cornaglia, rileva tutte le quote e cambia il nome dell'azienda in Officine Metallurgiche G. Cornaglia.
Nel 1960 lo stabilimento viene spostato a Beinasco e potenziato per poter seguire al meglio la lavorazione dei componenti destinati allo stabilimento FIAT di Mirafiori. I componenti principali destinati a vetture FIAT e Lancia furono coppe dell'olio, ganasce freno e impianti di scarico. Per migliorare il contenuto tecnologico dei propri prodotti e per lanciarne di nuovi, l'ingegner Pier Antonio Cornaglia fonda prima la Cor-Tubi nel 1967 a Valfenera e in seguito il Centro Ricerche a Villanova d’Asti nel 1978.
Negli anni ottanta la Cornaglia consolida il suo business attorno ai sistemi di scarico ampliando la gamma anche ai silenziatori per autocarri e trattori, e iniziando a diventare anche fornitore di aspirazione.
Dagli anni novanta l'azienda si espande sia in Italia costruendo le sedi produttive di Atessa e Salerno e successivamente nel mondo, con stabilimenti in Polonia, Romania ed India per seguire le principali case costruttrici di veicoli.
Nei primi anni 2000 viene fondata la sede di Villarbasse, che diventa la sede principale per la produzione di componenti in plastica; nel 2006 viene rilevata l'azienda che la Federal Mogul aveva a Casarza Ligure e rinominata Cor-Filters, dove la produzione è concentrata su filtri aria, olio e gasolio.
Nel 2010 l'azienda, ridenominata Cornaglia Group e affidata a Pier Mario, Umberto e Roberta Cornaglia, insieme alla quarta generazione con Edoardo, Pier Antonio e Tommaso Cornaglia, apre in Turchia, nel 2014 in Canada, nel 2015 in Brasile.

## Struttura
Opera in molte aree di business:
- sistemi di aspirazione
- sistemi di scarico
- tecnologie di post-trattamento gas di scarico
- serbatoi in plastica
- interni abitacolo
- componenti metallici stampati
- arredamento

La ricerca e l'innovazione sono alla base del metodo di lavoro dell'azienda, leader in Italia e tra le prime in Europa nel suo settore. Il suo approccio operativo ha permesso di ottenere 45 brevetti negli ultimi 10 anni, quattro dei quali solo nel 2011.
L'azienda è strutturata in 5 settori principali:
- Centro ricerche: sviluppa e progetta i prodotti per tutte le altre divisioni aziendali. Il centro si trova a Brassicarda, Villanova d’Asti in provincia di Asti.
- Divisione componenti lamiera: realizza lo stampaggio e l'assemblaggio di coppe dell'olio, serbatoi del carburante e parti del telaio per tutti i settori Automotive. Le sedi di riferimento sono due in Italia (Beinasco e Atessa), una in Polonia (Bielsko-Biała).
- Divisione sistemi di scarico: produce sistemi di scarico e di post-trattamento completi per autocarri, trattori e automobili. Le sedi di riferimento sono due in Italia (Valfenera e Atessa), una in Romania (Pitești) e una in India (Pune).
- Divisione componenti plastica: produce sistemi completi di aspirazione dell'aria, componenti in plastica e serbatoi per autocarri, trattori e automobili. Le sedi di riferimento sono tre in Italia (Villarbasse, Salerno e Atessa), una in Polonia (Bielsko-Biała) e una in India (Pune).
- Divisione filtri: produce elementi filtranti per aria, gasolio ed olio. La sede di riferimento è situata a Casarza Ligure nella città metropolitana di Genova.

Sono presenti inoltre 2 settori minori:
- Divisione arredamento: progettazione, sviluppo e produzione di oggetti sia nel campo dell'illuminazione sia nell'arredamento.
- LIT (Lavanderia Industriale Torinese) s.r.l.: Centro di servizi per lavaggi industriali.